# 英国大学列表
下面是英國各大學的列表，這個列表包括了蘇格蘭、北愛爾蘭、威爾斯、英格蘭和英國海外領土的大學：

## 英格兰
- 安格里亞魯斯金大學（Anglia Ruskin University）官网
- 倫敦藝術大學（University of the Arts London）官网 （页面存档备份，存于）
  - 坎贝威尔艺术学院
  - 中央圣马丁艺术与设计学院
  - 切尔西艺术与设计学院
  - 伦敦传播学院
  - 伦敦时装学院
  - 温布尔登艺术学院
- 阿斯頓大學（Aston University）官网 （页面存档备份，存于）
- 巴斯大學（University of Bath）官网 （页面存档备份，存于）
- 巴斯思巴大学（Bath Spa University）
- 貝德福德郡大學 （University of Bedfordshire）
- 伯明翰大学（University of Birmingham，Birmingham University）官网 （页面存档备份，存于）
- 伯明翰大学学院（University College Birmingham）官网 （页面存档备份，存于）
- 伯明翰城市大學 （Birmingham City University，縮寫：BCU）
- 博尔顿大學（University of Bolton）
- 伯恩茅斯大學（Bournemouth University）
- 布拉德福德大学（University of Bradford，Bradford University）
- 布萊頓大學（University of Brighton）
- 布里斯托大學(University of Bristol)官网 （页面存档备份，存于）
- 布魯內爾大學（Brunel University）
- 白金漢大學（University of Buckingham）官网 （页面存档备份，存于）
- 劍橋大學（University of Cambridge）官網 （页面存档备份，存于）
- 坎特伯雷基督教会大学（Canterbury Christ Church University）
- 中英格蘭大學（University of Central England， Birmingham）
- 中蘭開夏大學（University of Central Lancashire）
- 切斯特大學（University of Chester）
- 奇切斯特大學（University of Chichester）
- 考文垂大學（Coventry University）
- 克萊菲爾德大學（Cranfield University）
- 金巴倫大學 (University of Cumbria)
- 德蒙福特大學（De Montfort University）
- 德比大學（University of Derby，Derby University）
- 杜伦大學（Durham University）
- 东英吉利亞大学（University of East Anglia, Norwich）官網 （页面存档备份，存于）
- 東倫敦大學（University of East London）
- 知山大學 （Edge Hill University）
- 艾塞克斯大學（University of Essex）
- 埃克塞特大學（University of Exeter）
- 格羅斯特郡大學（University of Gloucestershire）
- 格林威治大學（University of Greenwich）
- 赫福郡大學(University of Hertfordshire， Hatfield)
- 哈德斯菲爾德大學（Huddersfield University）
- 赫爾大學（University of Hull）
- 倫敦帝國學院（Imperial College London）官網 （页面存档备份，存于）
- 肯特大學（University of Kent， Canterbury）
- 金士頓大學（Kingston University， South West London）
- 蘭卡斯特大學（Lancaster University）
- 利兹音乐学院(Leeds College of Music)官網 （页面存档备份，存于）
- 利茲都市大學（Leeds Metropolitan University）
- 利茲大學(University of Leeds)
- 利茲貝克特大學 （Leeds Beckett University）
- 萊斯特大學  University of Leicester 官網 （页面存档备份，存于）
- 林肯大學（University of Lincoln）
- 利物浦大學（University of Liverpool）
- 利物浦約翰摩爾斯大學（Liverpool John Moores University）
- 利物浦希望大學（Liverpool Hope University）
- 倫敦大學（University of London）官网
  - 伦敦大学伯贝克学院 Birkbeck, University Of London 官網 （页面存档备份，存于）
  - 倫敦大學科陶德藝術學院 Courtauld Institute of Art
  - 倫敦大學金匠學院 Goldsmiths College
  - 倫敦大學哲學及神學專科學院 Heythrop College
  - 倫敦大學國王學院 King's College London 官網 （页面存档备份，存于）
  - 倫敦大學倫敦商學院 London Business School官网 （页面存档备份，存于）
  - 倫敦大學伦敦政治经济学院 London School of Economics and Political Science官网 （页面存档备份，存于）
  - 倫敦大學倫敦衛生與熱帶醫學院 London School of Hygiene and Tropical Medicine
  - 伦敦玛丽王后大学 Queen Mary University of London 官網 （页面存档备份，存于）
    - St Bartholomew's and the Royal London School of Medicine and Dentistry

  - 皇家音樂學院 Royal Academy of Music
  - 倫敦大學皇家霍洛威學院 Royal Holloway 官網 （页面存档备份，存于）
  - 倫敦大學城市學院（City, University of London）官网 （页面存档备份，存于）
  - 倫敦大學聖喬治學院 St. George's 官網 （页面存档备份，存于）
  - 高級研究學院 School of Advanced Studies
  - 伦敦大学亚非学院 School of Oriental and African Studies官网 （页面存档备份，存于）
  - 伦敦大学学院 University College London 官網 （页面存档备份，存于）
    - 伦敦大学教育學院 Institute of Education 官網 （页面存档备份，存于）
    - 药剂学院 School of Pharmacy
    - Eastman Dental Institute
    - Institute of Child Health
    - Institute of Neurology
    - Institute of Ophthalmology
    - Royal Free and University College Medical School
    - School of Slavonic and East European Studies
    - Slade School of Fine Art
- 伦敦都會大学（London Metropolitan University）
- 倫敦南岸大學（London South Bank University）
- 拉夫堡大學（Loughborough University）
- 貝德福德郡大學（University of Bedfordshire）
- 曼徹斯特都會大學（Manchester Metropolitan University）
- 曼徹斯特大學（University of Manchester）官网 （页面存档备份，存于）
  - 曼徹斯特商學院(Manchester Business School)官网 （页面存档备份，存于）
- 密德薩斯大學（Middlesex University， West London）
- 纽卡斯尔大學（Newcastle University）
- 伯明翰紐曼大學 (Newman College of Higher Education， Birmingham)
- 北安普頓大學（University of Northampton）
- 諾桑比亞大學（University of Northumbria， Carlisle， England and Newcastle upon Tyne）
- 諾里奇藝術大學 (Norwich University of the Arts)
- 諾丁漢大學（Nottingham University）官網 （页面存档备份，存于）
- 諾丁漢特倫特大學（Nottingham Trent University）
- 英國公開大學（The Open University，Milton Keynes）
- 牛津大學（University of Oxford）官網 （页面存档备份，存于）
  - 西敏寺學院 Westminster College
- 牛津布魯克斯大學（Oxford Brookes University）
- 普利茅斯大學（Plymouth University）
- 普茲茅斯大學（The University of Portsmouth）
- Ravensbourne College of Design and Communication， London
- 雷丁大学（Reading University）官網
- 羅漢普頓大學 (Roehampton University)
- 皇家藝術學院 （Royal College of Art）官網 （页面存档备份，存于）
- 皇家音樂學院 （Royal College of Music）官網 （页面存档备份，存于）
- Royal College of Nursing  官網 （页面存档备份，存于）
- 倫敦皇家內科醫學院 （Royal College of Physicians）官網 （页面存档备份，存于）
- 皇家北方音樂學院 （Royal Northern College of Music， Manchester）官網 （页面存档备份，存于）
- 皇家獸醫學院（Royal Veterinary College）官網 （页面存档备份，存于）
- St.Mary's University， Twickenham
- 索爾福德大學（University of Salford）
- 谢菲尔德大學（University of Sheffield）官網 （页面存档备份，存于）
- 谢菲尔德哈勒姆大學（Sheffield Hallam University）
- 南安普敦大學（University of Southampton）
- 索倫特大學 (Southampton Solent University)
- Southampton Institue of Higher Education
- 史丹福郡大學 (Staffordshire University)
- 桑德蘭大學（Sunderland University）
- Surrey Institute of Art and Design
- 薩里大學（University of Surrey， Guildford）
- 薩塞克斯大學（University of Sussex， Brighton）
- 提賽德大學 (University of Teesside)
- 泰晤士河谷大學 (Thames Valley University)
- Trinity College of Music， London
- 普利茅斯聖馬可和聖約翰大學 (Plymouth Marjon University)
- University College， Warrington
- 華威大學（University of Warwick）
- 西英格蘭大學（University of the West of England， Bristol）
- 西敏寺大學（University of Westminster， London）
- Wimbledon School of Art
- 溫徹斯特大學（University of Winchester）
- 伍爾弗漢普頓大學 (University of Wolverhampton)
- 伍斯特大學 (University of Worcester)
- 約克大學（University of York）官网 （页面存档备份，存于）
  - North Riding College
- 約克聖約翰大學 (York St John University)

## 威爾斯
- 卡迪夫大学（Cardiff University）
- 卡迪夫都會大學 (Cardiff Metropolitan University)
- 阿伯里斯特威斯大学（Aberystwyth University）
- 班戈大学（Bangor University）
- 南威爾斯大學 (University of South Wales)
- 斯旺西大学（Swansea University)
- 威爾斯三一聖大衛大学（University of Wales Trinity Saint David)
- 域斯咸大學  (Wrexham University)

## 北愛爾蘭
- 贝尔法斯特女王大学（Queen's University） 
  - 贝尔法斯特聖瑪麗學院（St. Mary's College）
  - 貝爾法斯特斯卻萊米爾斯學院（Stranmillis College，Stranmillis University College）
- 阿尔斯特大学（University of Ulster）

## 蘇格蘭
- 阿伯丁大學（University of Aberdeen） 官網 （页面存档备份，存于）
- 亞伯泰大學（University of Abertay，Dundee）
- 邓迪大學（University of Dundee）
- 愛丁堡大學 （University of Edinburgh）
- 愛丁堡納皮爾大學 （Edinburgh Napier University）
- 格拉斯哥大學（Glasgow University，University of Glasgow） 官網 （页面存档备份，存于）
- 格拉斯哥卡利多尼安大學（Glasgow Caledonian University）
- 赫瑞瓦特大学（Heriot-Watt University）官網 （页面存档备份，存于）
- 高地與群島大學（University of the Highlands and Islands ）
- 瑪格麗特皇后大學（Queen Margaret University）
- 罗伯特哥顿大學（The Robert Gordon University，Aberdeen）官網 （页面存档备份，存于）
- 聖安德魯斯大學（University of St Andrews）
- 斯特靈大學（University of Stirling）官網 （页面存档备份，存于）
- 斯特拉斯克莱德大学（University of Strathclyde, Glasgow）官網 （页面存档备份，存于）
- 西蘇格蘭大學 (University of the West of Scotland)

## 英國海外領土
安圭拉
- 西印度群島大學 (University of the West Indies) 官网 （页面存档备份，存于）
- 聖詹姆斯醫學院 (Saint James School of Medicine) 官网 （页面存档备份，存于）

英屬維爾京群島
- 西印度群島大學 (University of the West Indies) 官网 （页面存档备份，存于）

開曼群島
- 聖馬太大學 (St. Matthew's University) 官网 （页面存档备份，存于）
- 開曼群島大學學院 (University College of the Cayman Islands) 官网 （页面存档备份，存于）
- 西印度群島大學 (University of the West Indies) 官网 （页面存档备份，存于）

直布羅陀
- 直布羅陀大學 (University of Gibraltar) 官网 （页面存档备份，存于）

蒙塞拉特島
- 西印度群島大學 (University of the West Indies) 官网 （页面存档备份，存于）
- 加勒比美國大學 (American University of the Caribbean) 官网 （页面存档备份，存于）

特克斯和凱科斯群島
- 恩賜大學 (Charisma University) 官网 （页面存档备份，存于）
- 西印度群島大學 (University of the West Indies) 官网 （页面存档备份，存于）